# Přenosová rychlost
Přenosová rychlost udává, jaký objem informace se přenese za jednotku času. Základní jednotkou přenosové rychlosti je bit za sekundu (bit/s, b/s, nebo anglicky bps = bits per second). Jednotka udává, kolik bitů informace je přeneseno za jednu sekundu.
Přenosová kapacita je maximální přenosová rychlost telekomunikačního kanálu, datového spoje nebo připojení.
Používají se i násobky základní jednotky jako Kbit/s, Kbps (kilobit per second) a hodnoty s jinými předponami jako Mega (M) Giga (G). Využívá se také jednotka modulační rychlosti Baud (Bd), která udává počet možných změn stavu signálu za jednotku času. Vztah mezi rychlostí v bit/s a Bd může být libovolný – mohou být stejné, nebo může být větší jedna i druhá – to je dáno použitým kódováním.[zdroj⁠?!] Také se používá jednotka bajty za sekundu (B/s, Byte/s nebo Bps) a její násobky, přičemž platí, že 1 B/s = 8 b/s.

## Přenosová rychlost informací na internetu

### Garance rychlosti internetového připojení
Přenosová rychlost internetových linek bývá nabízena:
- Garantovaná – jsou nabízeny zejména pro ISP, servery, velké firmy a korporace, náročné zákazníky domácích přípojek. Pojem pochází od slova garance, jež určuje jistotu (záruku) v daném oboru. V tomto případě zaručení, že rychlost linky neklesne pod danou úroveň. Tímto způsobem je zaručeno, že linka propustí udávanou rychlost, pod níž nesmí za žádných podmínek klesnout. Garantovaná rychlost internetu 10 Mb/s určuje klientovi, že od svého nadřazeného serveru propustí za všech okolností minimálně onu rychlost 10 Mb/s.
- Agregované – jsou nabízeny zejména pro střední a menší firmy, domácnosti, neplacené hotspoty, mobilní sítě. V pravém slova smyslu znamená spojování, seskupování, shlukování. V tomto případě označuje, že linka shlukuje několik klientů pro dosažení garance. Agregace se udává v poměru x:y přičemž x znamená minimální podíl a y maximální podíl z rychlosti. Agregace internetu 1:10 znamená, že klient mající např. rychlost internetu 10Mb/s v agregaci 1:10 má dynamickou rychlost připojení v rozsahu od 1 Mb/s až 10 Mb/s přičemž reálná rychlost zpravidla nabývá hodnot primárně určené rychlosti tj. 10 Mb/s. Vyšší agregace tj. sdílení linky může způsobit nárazová zátěž linky například „v denní špičce“.

Užitečné tipy:
Pokud poskytovatel nabízí rychlost připojení 10Mb/s, tak to ve většině případů znamená rychlost stahování dat a měl by ještě uvést rychlost odesílání dat.
Pokud poskytovatel nabízí 10Mb/s stahování a 2Mb/s odesílání, tak budete reálně data stahovat rychlostí 1,19MB/s a odesílat 0,24MB/s. Důvod je ten, že poskytovatel uvádí rychlost v bitech, ale při používání jsme zvyklí na uváděnou rychlost v bytech (bit a byte, čti "bit" a "bajt"). Přepočet je tedy buď zjednodušeně 10/8=1,25 a nebo přesně 10 Megabitů znamená 10 000 000 bitů / 8 (protože 8bitů[b] = 1 byte[B]) ⇒ 1 250 000 bytů / 1024 (protože 1024 bytů[B] = 1 kilobyte[kB]) ⇒ 1 220,7 kilobytů / 1 024 (protože 1024kB=1 megabyte[MB]) ⇒ 1,192 megabytů za sekundu [MB] rychlost stahování. Při zopakování postupu pro odesílání vychází 2Mb/s = 0,238MB/s.

### Národní a mezinárodní konektivita
Přenosová rychlost je hodnocena z pohledu propustnosti (konektivity) do národního a mezinárodního uzlu. Národních uzlů je v republice několik, nejznámější spravuje společnost v Česku NIX.CZ popřípadě Peering.cz. Mezinárodní konektivita je pak dána propustností mezinárodních ISP. Všechny propojovací uzly takzvané exchange points naleznete podrobně v mezinárodní databázi peeringdb. Přenosová rychlost do těchto uzlů ovlivňuje chod internetových služeb. Dalším parametrem přenosové rychlosti je jistá garance, že ISP má dostatečnou nejen národní, ale i mezinárodní konektivitu. Malá mezinárodní konektivita se projevuje na přenosové rychlosti informací k zahraničních serverům.

### Měření přenosové rychlosti
Měření přenosové rychlosti lze provádět například přes testovací portály nebo stahováním ze serverů. Toto testování je však při měření vyšších rychlostí a při nedostatečné páteřní konektivitě k serverům zkresleno. Princip měření pro stahování je, že se ze serveru klientovi odešle daný počet dat a počítá se za jak dlouho se mu uloží. Obdobně se měří opačný směr jen s tím že se data posílají směrem od uživatele. Aby bylo měření u klienta objektivní, mělo by být vždy měřeno z rozhraní které nemá dynamický charakter přenosové rychlosti jako má například wifi. Vyhovující je například ethernet. Rychlost portu by měla být vždy větší než očekávaná kapacita tzn. není doporučováno objektivně měřit například 100Mb/s na 100Mb portu, musí se zde předpokládat nějaká režije provozu, jinak je naměřená hodnota o tuto režiji nižší.